# Entorno de recuperación de Windows
El Entorno de Recuperación de Windows (WinRE) es un conjunto de herramientas basadas en Windows PE para ayudar a diagnosticar y recuperar errores graves que pueden impedir que Windows arranque correctamente. El Entorno de Recuperación de Windows se instala con Windows Vista y posteriores y puede arrancarse desde discos duros, medios ópticos (como un disco de instalación del sistema operativo) y el entorno de ejecución de prearranque, (por ejemplo, Servicios de implementación de Windows). El medio de instalación incluye una copia del entorno de los sistemas operativos mencionados. Es el sucesor de la consola de recuperación.

## Características
Las características de Entorno de Recuperación de Windows incluyen: 

### Reparación automática
Encuentra y corrige automáticamente los errores de arranque en el proceso de inicio de Windows NT 6 causados por problemas como la corrupción de los siguientes componentes: Datos de configuración de arranque, disco y metadatos del sistema de archivos, Registro maestro de arranque, Registro de Windows y problemas causados por archivos de arranque y del sistema faltantes o dañados, controladores incompatibles o hardware dañado.
Antes de Windows 8, este modo se conocía como "Reparación de inicio". La imagen ejecutable para la reparación automática es startrep.exe

### Restaurar sistema
Igual que la herramienta Restaurar sistema incluida en Windows permite restaurar la configuración de un sistema a un estado anterior. 

### Recuperación de imagen del sistema
Igual que el componente de Copia de Seguridad y Restauración de Windows, permite restaurar una imagen de disco previamente creada. 

### Herramienta de diagnóstico de memoria de Windows
Analiza la memoria (RAM) en busca de defectos (no disponible en Windows 8 y posteriores). El programa no se ejecuta dentro de WinRE sino que reinicia el sistema y ejecuta memtest.exe en lugar de cargar el sistema operativo. memtest.exe no puede ejecutarse dentro de Windows.

### Símbolo del sistema de Windows
Da acceso por línea de comandos al sistema de archivos, volúmenes y archivos. Puede ejecutar el comprobador de archivos del sistema (sfc /scannow) en una instalación de Windows sin conexión y reparar los archivos que falten o estén dañados. El usuario puede utilizar herramientas como robocopy, diskpart y DISM para realizar diversas tareas del sistema, como recuperar o hacer copias de seguridad de archivos, gestionar particiones y solucionar problemas relacionados con el servicio, respectivamente. El usuario debe acceder a una cuenta de administrador para utilizar el símbolo del sistema.